# Skerdilajd
Skerdilajd (latinsko:  Scerdilaedus [Skerdilajd]) oziroma Skerdilajda (grško: Σκερδιλαΐδας [Skerdilaidas]), kralj ilirskega Ardijejskega kraljestva, ki je vladal od leta 218 pr. n. št. do 206 pr. n. št.. Pred prihodom na prestol je bil poveljnik ilirskih armad in je igral pomembno vlogo v tretji ilirski vojni proti Rimljanom, * ni znano, † 206  pr. n. št..
Bil je sin kralja Pleurata II., eden od mlajših bratov kralja Agrona, oče Pleurata III. in stari oče kralja Gencija. Z Demetrijem Hvarskim se je udeležil več vojnih pohodov v Jonsko in Egejsko morje. Na začetku svoje vladavine je bil zaveznik makedonskega kralja Filipa V. Makedonskega, dokler ni leta 217  pr. n. št. zavezništva prekinil z izgovorom, da Makedonci že dolgo časa ne izpolnjujejo svojih finančnih obveznosti. Z izgovorom, da gredo prevzet zaostala plačila, je na jug poslal petnajst svojih ladij, ki so južno od Krfa napadle in zaplenile štiri ladje Filipovih zaveznikov. Od takrat dalje so ilirske ladje stalno prestrezale in ropale trgovske ladje južno od Peloponeza. 
Ko so bili Rimljani v drugi punski vojni zaposleni z vojskovanjem proti Kartažanom, je Filip V. poskušal osvojiti južno Ilirijo. V letih 214-210 pr. n. št. je večkrat vdrl na ardijejsko ozemlje, čeprav Iliri niso bili njegov edini nasprotnik. Ker prisotnost Makedoncev na Sredozemlju ni bila zaželena, so se Etolci in Dardanci pod Longarusovim vodstvom leta 208 pr. n. št. pridružili Skerdilajdu, da bi s skupnimi močmi porazili Filipa V.. Makedonci niso imeli nobene možnosti za zmago, zato je bil njihov kralj leta 205 pr. n. št. prisiljen sprejeti mir. 

## Skerdilajd v antičnih virih
Za razliko od večine drugih ilirskih vladarjev, o katerih je samo nekaj skopih podatkov, je Skerdilajd omenjen v Apijanovih, Livijevih in Polibijevih kronikah rimskih in grških vojn. 
Apijan piše, da Iliri leta 230 pr. n. št. niso oplenili samo obalo Elide in Mesenije na zahodni obali Peloponeza, ampak so osvojili tudi Fenike v Epirju in prisilili Epirsko zvezo v zavezništvo. Poleg pomorskega piratstva je Skerdilajd napadel Epir tudi na kopnem. 
Polibij med drugim navaja, da sta Skerdilajd in Demetrij Hvarski leta 220 pr. n. št. z 90 ladjami odplula do Kikladov v Egejskem morju in izropala več otokov.
Livij navaja, da je rimski senat leta 217 pr. n. št. "ljubeznivo opomnil Pineja, naj plača davek, ki ga je morala plačevati Tevta po porazu v prvi ilirski vojni. Če bodo Iliri zahtevali odlog plačila, bodo Rimljani do končnega plačila vzeli ilirske talce". 

## Poveljnik

### Pod Tevto
Skerdilajd je bil že dolgo pred prihodom na prestol eden od glavnih vodij, ki so določali ilirsko politiko. Med vladanjem brata Agrona je bil poveljnik ilirske armade. Služil je tudi kraljici Tevti in celo njenemu nasledniku Demetriju Hvarskemu. Ko je Tevta postala regentka za svojega pastorka Pinesa, je bil Skerdilajd eden od njenih najvplivnejših pristašev in glavni načrtovalec jadranske fronte proti Rimu. 
Leta 230 pr. n. št. je z veliko kopensko vojsko  5.000 mož vdrl v Epir in skozi prelaz Antigoneja odšel na pomoč Tevtini vojski v oblegani epirski prestolnici Fenike. Ko so Epirci izvedeli za njegov pohod, so del svoje vojske poslali proti severu, da bi ga prestregla. Po začetnih ilirskih uspehih je Epir zaprosil za pomoč Grško zvezo, Tevtina vojska, kateri so se pridružile Skerdilajdove enote, pa je začela prodirati v osrčje Epirja in prišla vse do planote okoli sedanje Ioannine. Skerdilajd je tam izbral ugoden položaj in se pripravil na bitko z Grško zvezo, za katero je bil prepričan, da bo v njej zmagal. Še pred bitko je dobil Tevtin ukaz za umik, ker so se nekatera ilirska plemena v njenem kraljestu uprla in se pridružila vplivni dardanski državi kralja Longarusa, ki je želel osvojiti severne dele iirske države. Skerdilakd se je umaknil iz Epirja, da bi zavaroval severno mejo Ardijejskega kraljestva, Tevta pa je še pred njegovim prihodom z Dardanci sklenila zanjo ugodno mirovno pogodbo. Skerdilajd je s floto lemb odplul iz Epirja na Jonsko morje do Krfa in Sarande in prestregel in oplenil nekaj rimskih trgovskih ladij.
Po Tevtinem porazu v prvi ilirski vojni leta 228 pr. n. št. je formalni vladar Ilirskega kraljestva postal mladi Pines, Tevta pa je z odobritvijo Rimske republike postala njegova regentka. Regentstvo je kmalu zatem prevzel Demetrij Hvarski, ki se je poročil s Pinesovo materjo Tritevto, ločeno ženo pokojnega kralja Agrona. Vse to se je zgodilo verjetno brez soglasja Rima, čeprav je bil Demetrij njihov zaveznik.

### Pod Demetrijem Hvarskim
Leta 220 pr. n. št. sta Demetrij in Skerdilajd z 90 lembami odplula ob jonski obali na jug do Peloponeza, s čimer je Demetrij prekršil mirovno pogodbo z Rimom. Po napadu na Pilos na zahodnem Peloponezu sta razdelila svojo floto. Demetrij je s petdesetimi ladjami odplul na Egejsko morje, da bi oplenil Kiklade, medtem ko se je Skerdilajd s štiridesetimi ladjami vrnil na sever, da bi podprl Etolce v napadu Ahajske zveze.  V Navpaktu se je Skerdilajd na vzpodbudo svojega svaka, atamanskega kralja Aminasa, pridružil načrtovanemu napadu na Ahajo. Serdilajd je s svojimi zavezniki napadel tudi Kleitor, vendar ga ni osvojil. Medtem, ko je Skerdijald kolaboriral z Etolci, so Demetrija na povratku skozi Korintsko ožino obtožili, da pomaga Makedoncem v vojni z Etolci. Demetrij se je vrnil domov in začel oživljati ilirsko moč, a je bil leta 219 pr. n. št. v drugi lilrski vojni z Rimom poražen.

## Odnosi z Makedonijo
Po drugi ilirski vojni je bil Pines ponovno proglašen za kralja. Med Iliri ni bil najbolj priljubljen, zato je leta 218 pr. n. št. njegovo vlogo prevzel Skerdilajd in postal kralj. Rim, ki je bil v tistem času obremenjen z vojno proti Kartažanom, se v dogajanja ni vmešal. 
Leta 220 pr. n. št. je sklenil zavezništvo s Filipom V. Makedonskim in mu pomagal v vojni  proti Špartancem. Od vojne je imel bolj malo koristi. Skerdilajdova podpora Makedoncem v vojni proti Etolcem je bila okrnjena zaradi zarot in sporov med vladarji raznih mest. 
Leta 217 pr. n. št. je Skerdilajd Filipu V. odpovedal podporo z izgovorom, da že dolgo ne plačuje svojih obveznosti. Na jug je poslal 15 ladij s pretvezo, da gredo zbirat zaostala plačila. Njegove ladje so na otoku Levkasu južno od Krfa ubile dva Filipova korintska zaveznika in zaplenile štiri njune ladje.  Njegovo ladjevje je nato odplulo še bolj proti jugu in začelo ropati ladje okoli rta Malea na skrajnem jugu Peloponeza. Filip je kot odgovor na Skerdilajdovo nasilje zbral veliko ladjevje dvanajstih ladij s krovom, osmih odprtih ladij in tridesetih  hemiolij, ki so s polno hitrostjo odplule proti Skerdilajdu. Ladje so bile prepočasne in so zgrešile ilirsko ladjevje.
Skerdilajd je medtem vkorakal v Dasaretijo, osvojil nekaj mest in napadel zahodno Makedonijo. Izropal je Piseum v Pelagoniji in opustošil nekaj Filipovih mejnih pokrajin. Filip je pred zimo zasedel pokrajino Linkesto, presekal neposredno povezavo z Ilirijo in razširil svojo oblast na Dasaretijo. Načrtoval je tudi vdor v Ilirijo in se zavedal, da se tam ne bo spopadel samo s Skerdilajdovimi lembami, ampak tudi s težkimi ladjami rimske vojne mornarice.

## Prva makedonska vojna
Filipov prvi cilj je bila ilirska obala. Leta 216 pr. n. št. je zgradil kadjevje stotih lahkih vojnih ladij, s katerimi je okoli Peloponeza zaplul v Jadransko morje in računal, da se Rim zaradi vojne s Kartažani ne bo vmešal.  Rim je Skerdilajdu kljub temu poslal deset težkih kvinkverem s Sicilije, zato je Filip pobegnil in za nekaj časa odložil napad na Ilirijo. Po dveh neuspelih poskusih napada z morja se je leta 213-212 pr. n. št. pripravljal na napad po kopnem. Obali se je izognil in zavzel celinski mesti Atintanijo in Dimale, podjarmil Dasarete in ilirske Partine in zasedel južni del ardijejske države.
Skerdilajd in njegov sin Pleurat III. sta sklenila zavezništvo z Longarusom Dardanskim, Epirjem in Etolsko zvezo. in poskušala ponovno osvojiti ozemlja, ki jih je Ilirija izgubila v prvi ilirski vojni. Mirovna pogodba, ki so jo podpisali v Feniki leta 205 pr. n. št., je priznala ugodnejši položaj Makedonije, vključno z zasedbo južnih ilirskih pokrajin. 
Skerdilajd je umrl verjetno malo pred podpisom mirovne pogodbe leta 205 pr. n. št., ker je med prisotnimi v Feniki omenjen samo njegov sin Pleurat III..